# Erta Ale
Erta Ale („Góra Dymu“) – aktywny odosobniony bazaltowy wulkan tarczowy w północno-wschodniej Afryce, na obszarze północnej Etiopii w regionie Afar, na terenie depresji Danakil. Erta Ale wznosi się na wysokość 613 m n.p.m. i jest najbardziej aktywnym wulkanem w Etiopii.